# Episodi di Ed (prima stagione)
La prima stagione della serie televisiva Ed è stata trasmessa in anteprima negli Stati Uniti d'America dalla NBC tra l'8 ottobre 2000 e il 23 maggio 2001.
In Italia questa stagione è stata trasmessa nel 2007 su Rai 2.
| nº | Titolo originale             | Titolo italiano | Prima TV USA     | Prima TV Italia |
| -- | ---------------------------- | --------------- | ---------------- | --------------- |
| 1  | Pilot                        |                 | 8 ottobre 2000   | 10 giugno 2007  |
| 2  | The World of Possibility     |                 | 15 ottobre 2000  |                 |
| 3  | Just Friends                 |                 | 22 ottobre 2000  |                 |
| 4  | Pretty Girls and Waffles     |                 | 29 ottobre 2000  |                 |
| 5  | Better Days                  |                 | 5 novembre 2000  |                 |
| 6  | Home Is Where the Ducks Are  |                 | 12 novembre 2000 |                 |
| 7  | Something Old, Something New |                 | 19 novembre 2000 |                 |
| 8  | The Whole Truth              |                 | 6 dicembre 2000  |                 |
| 9  | Your Life Is Now             |                 | 20 dicembre 2000 |                 |
| 10 | Losing Streak                |                 | 10 gennaio 2001  |                 |
| 11 | Opposites Distract           |                 | 17 gennaio 2001  |                 |
| 12 | Hook, Line and Sinker        |                 | 24 gennaio 2001  |                 |
| 13 | The Music Box                |                 | 7 febbraio 2001  |                 |
| 14 | Valentine's Day              |                 | 14 febbraio 2001 |                 |
| 15 | Loyalties                    |                 | 20 febbraio 2001 |                 |
| 16 | Live Deliberately            |                 | 28 febbraio 2001 |                 |
| 17 | Exceptions                   |                 | 28 marzo 2001    |                 |
| 18 | The Test                     |                 | 4 aprile 2001    |                 |
| 19 | Windows of Opportunity       |                 | 2 maggio 2001    |                 |
| 20 | Mind Over Matter             |                 | 9 maggio 2001    |                 |
| 21 | Mixed Signals                |                 | 16 maggio 2001   |                 |
| 22 | Prom Night                   |                 | 23 maggio 2001   |                 |